# 一尺八寸山
一尺八寸山（みおうやま、みおやま）は、大分県中津市と日田市との境にある山である。標高706.7m。耶馬日田英彦山国定公園に指定されている。

## 難読山名
伝承によれば、この山名は、昔、この山で行われた狩りでしとめた三頭の大イノシシの尾を切り取ってつなげたところ一尺八寸（約58cm）あったところから名づけられたとも、昔、この山にいた三岐の蛇の尾の長さをたすと一尺八寸あったことから名づけられたとも言われ、読みの「みおう」、「みお」は「三尾」を意味するとされる。
パソコン通信NIFTY-Serveの「山のフォーラム（FYAMA）」で1996年3月から行われた「日本異様難読山名コンテスト」で投票により難読山名の日本一に選ばれた。なお、同コンテストでは、大分県内の山としては他に月出山岳（かんとうだけ、日田市）が第3位に、万年山（はねやま、玖珠郡玖珠町）が第12位に入っている。2013年には、この山と月出山岳の2つの難読山名のある日田市で難読山名サミットが開催された。
また、2016年9月にポータルサイトgooが500名を対象に行った全国の難読山名調査でも、一尺八寸山が1位、月出山岳が4位になっている。